# Caterina Bertolini
Caterina Bertolini (nascida em 1959) é uma diplomata italiana. Ela é embaixadora na Colômbia.

## Biografia
Ela formou-se na Universidade de Florença. Foi adida à Colômbia e Chefe da Missão em El Salvador e na Colômbia. Ela foi também representante permanente da União Europeia e enviada especial para a cooperação internacional para o Caribe.
Em 2020, ela comemorou a Festa della Repubblica. Sob a sua administração, tem facilitado a cooperação agroindustrial.